# 朗·亞當
朗·亞當（匈牙利語：Lang Ádám；1993年1月17日—）是匈牙利的一位職業足球員，在場上的位置是中後衛。現在效力於塞浦路斯甲組足球聯賽球隊奧摩尼亞。他也是匈牙利國家足球隊的成員，並且入選了匈牙利2016年歐洲國家盃參賽名單。

## 國家隊生涯
2021年6月1日，朗被列入最終26人大名單，代表匈牙利參加2020年歐洲國家盃。